# Llista dels edificis més alts de Las Vegas

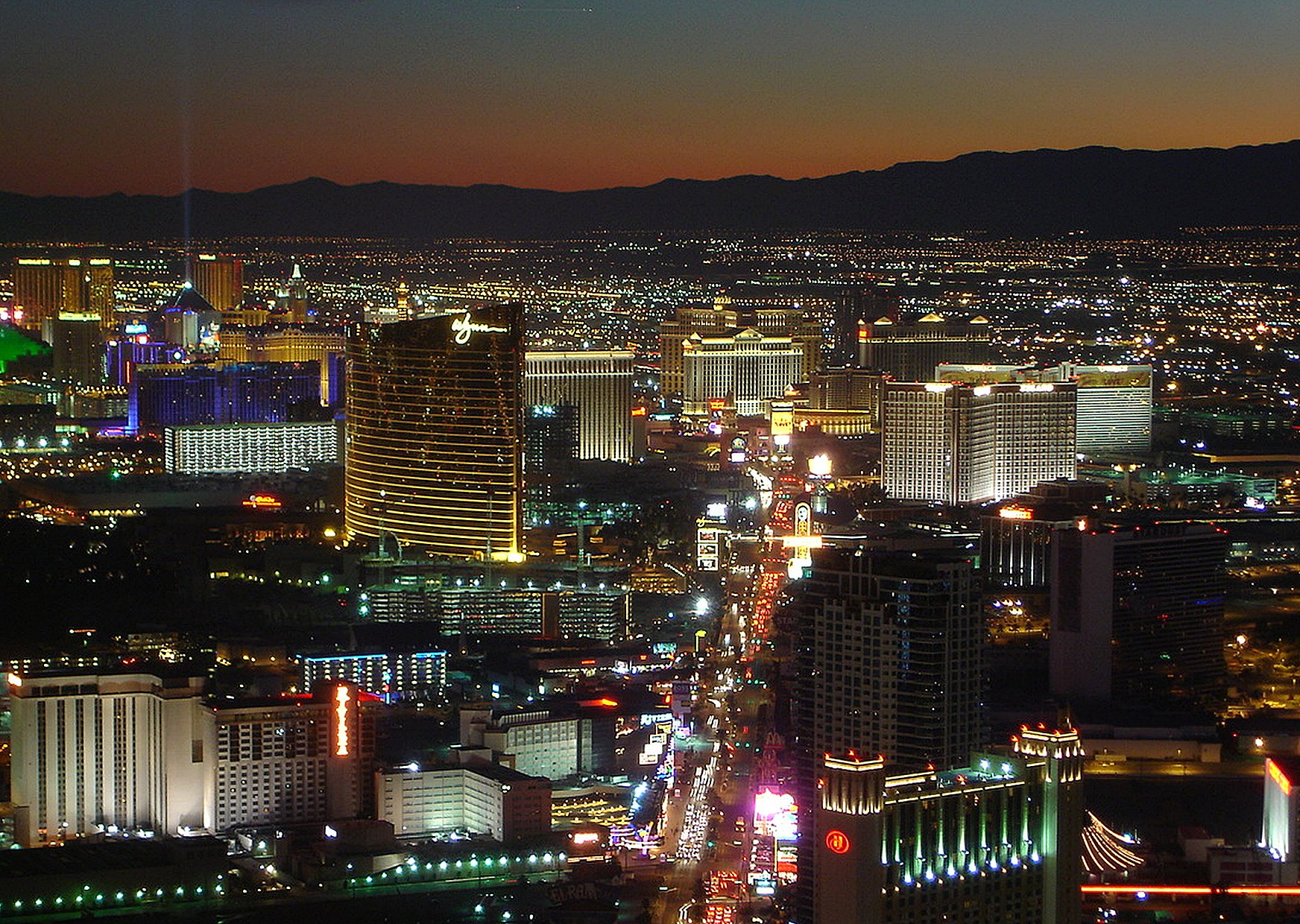
Panorama de la ciutat de Las Vegas de nit des de la Torre Stratosphere.

Heus aquí un llistat dels gratacels més alts classificats per alçada de la ciutat de Las Vegas, Nevada (Estats Units). L'estructura més alta de la ciutat és la Torre Stratosphere, que s'alça a una alçada de 350m a l'extrem nord de l'Strip de Las Vegas. La torre també es distingeix per ser l'edifici d'observació més alt dels Estats Units. Tanmateix, ja que la Torre Stratosphere no és completament un edifici habitable, es considera que l'edifici més alt de la ciutat és l'hotel Palazzo de 55 plantes, amb una alçada de 196m.
La història de gratacels a Las Vegas va començar a les acaballes dels anys 1900, quan tot d'hotels i casinos a l'Strip de Las Vegas començaren a construir-se verticalment per estalviar espai. Avui dia Las Vegas està passant pel boom de gratacels més gran de la història de la ciutat, amb moltes noves torres residencials i d'hotels per tot arreu. Hi ha més de 50 gratacels proposats, aprovats o en construcció a la ciutat amb torres de més de 122m, i ja té quatre edificis de més de 152m, i 12 més en construcció. El panorama urbà de la ciutat, en general, està classificat com el tercer de la Costa Oest (després de Los Angeles i San Francisco) i el novè dels Estats Units, després de Nova York, Chicago, Miami, Houston, Los Angeles, San Francisco, Dallas i Atlanta. El gratacel més alt que s'està construint a Las Vegas és el World Jewelry Center, que es troba al centre de la ciutat, i té previst una alçada de 248m.

## Els gratacels més alts

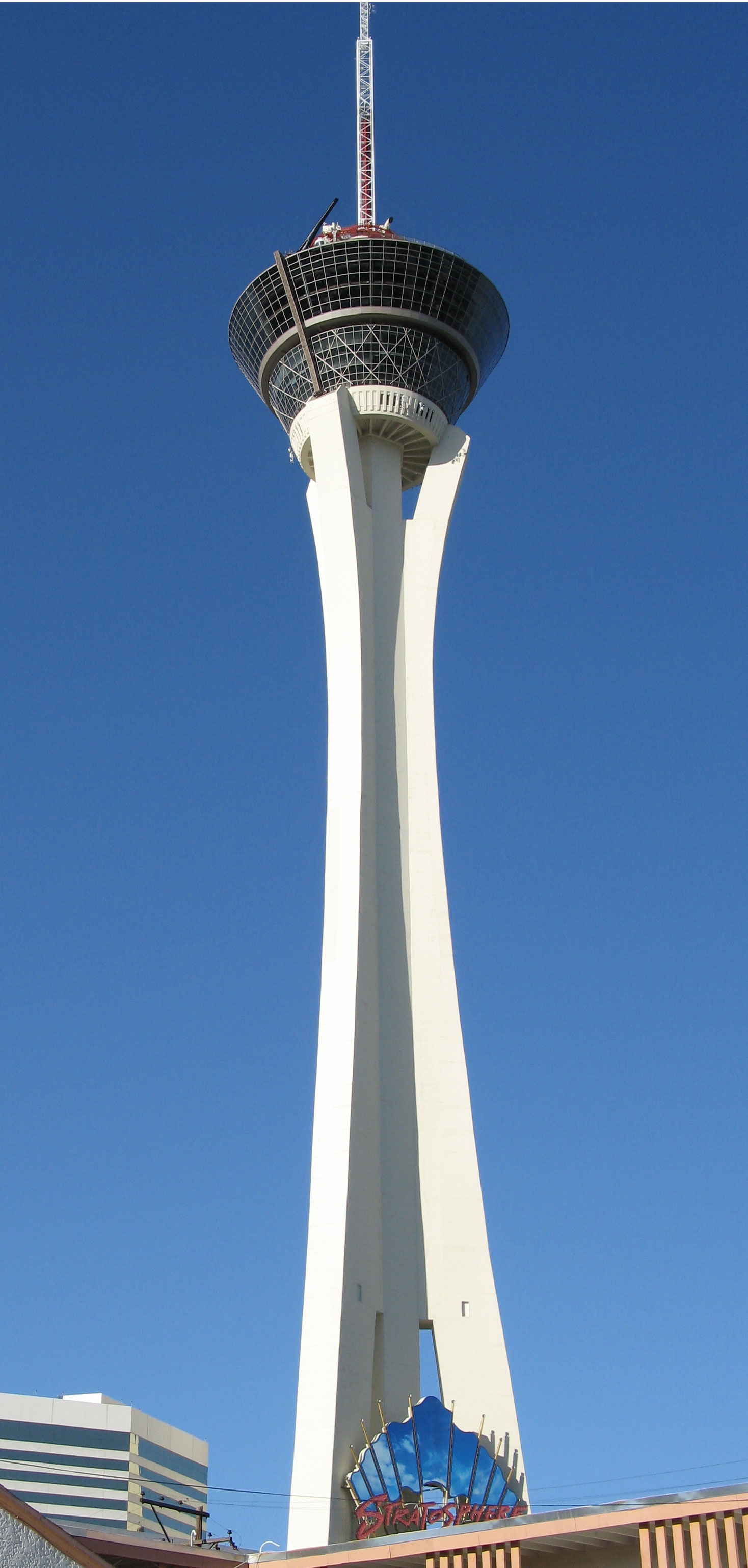
La Torre Stratosphere és l'estructura més alta a Las Vegas.

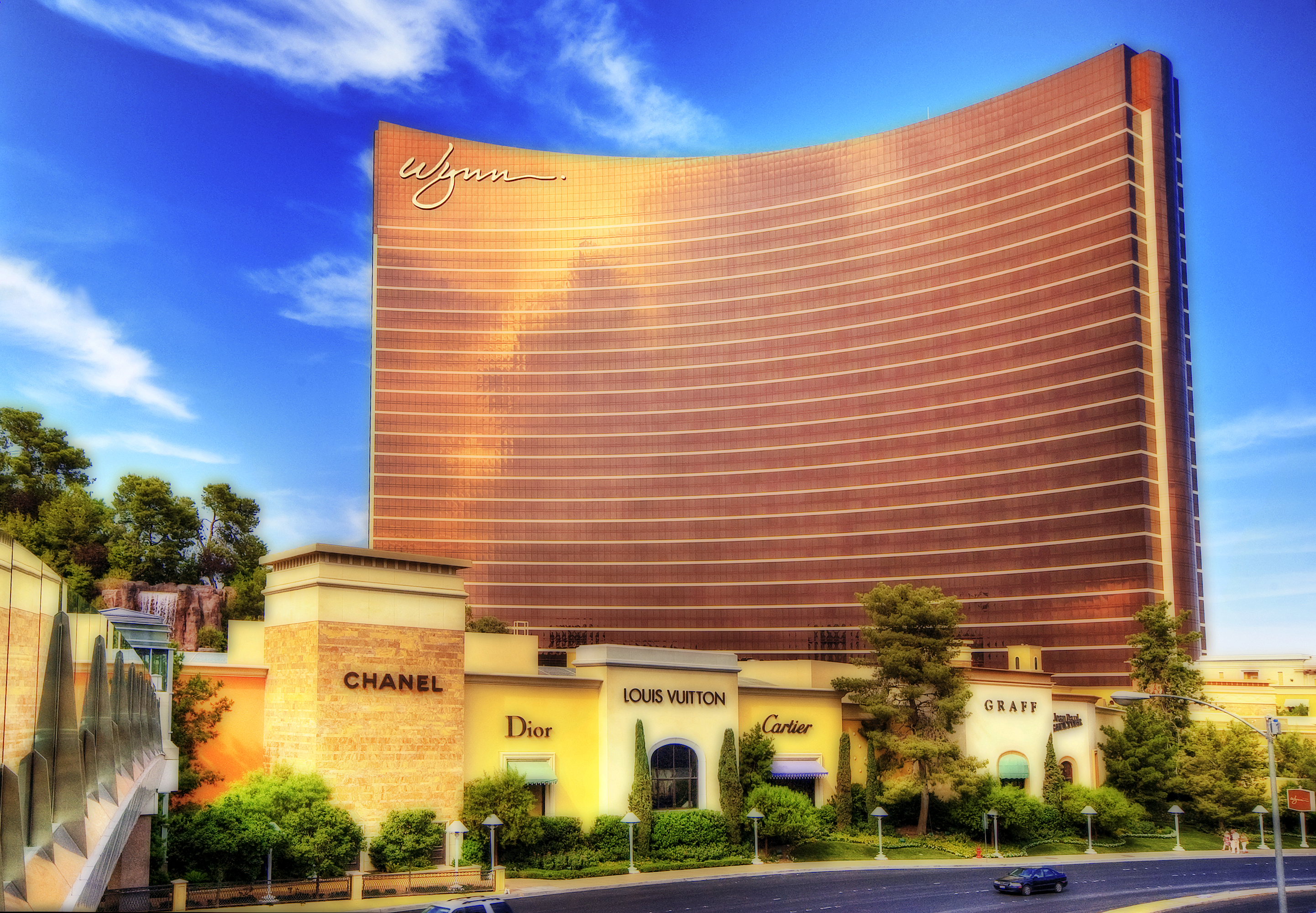
Wynn Las Vegas és el segon edifici més alt de Las Vegas.

Aquest llistat classifica els gratacels de Las Vegas d'almenys 122m d'alçada, basats en les mesures estàndards. Això inclou agulles i detalls arquitectònics, però no antenes. Algunes estructures construïdes també van ser incloses per fer comparacions, tot i que les torres d'observació no són edificis habitables, van ser incloses per fer també comparacions.
| Rànking | Nom                                            | Alçada peu / m | Pisos | Any  | Notes         |
| ------- | ---------------------------------------------- | -------------- | ----- | ---- | ------------- |
|         | Stratosphere Tower                             | 1,149 / 350    | 12    | 1996 | [ 1 ] [ 4 ]   |
| 1       | The Palazzo                                    | 642 / 196      | 53    | 2007 | [ 5 ] [ 6 ]   |
| 2       | Trump International Hotel & Tower - Tower One* | 622 / 190      | 64    | 2008 | [ 7 ] [ 8 ]   |
| 3       | Wynn Las Vegas                                 | 614 / 187      | 48    | 2005 | [ 2 ] [ 9 ]   |
|         | Eiffel Tower at Paris Las Vegas                | 540 / 165      | 3     | 1999 | [ 10 ] [ 11 ] |
| 4       | New York-New York Hotel & Casino               | 529 / 161      | 49    | 1997 | [ 12 ] [ 13 ] |
| 5       | Palms Place*                                   | 520 / 158      | 50    | 2008 | [ 14 ] [ 15 ] |
| 6       | Bellagio Resort & Casino                       | 508 / 155      | 36    | 1998 | [ 16 ] [ 17 ] |
| 7       | Sky Las Vegas                                  | 500 / 152      | 45    | 2007 | [ 18 ] [ 19 ] |
| 8       | THEhotel at Mandalay Bay                       | 485 / 148      | 43    | 2003 | [ 20 ] [ 21 ] |
| 9       | Mandalay Bay Resort and Casino                 | 480 / 146      | 43    | 1999 | [ 22 ] [ 23 ] |
| 10=     | Turnberry Place - Tower IV                     | 477 / 145      | 48    | 2006 | [ 24 ] [ 25 ] |
| 10=     | Turnberry Place - Tower III                    | 477 / 145      | 48    | 2004 | [ 26 ] [ 27 ] |
| 10=     | Turnberry Place - Tower II                     | 477 / 145      | 48    | 2002 | [ 28 ] [ 29 ] |
| 10=     | Turnberry Place - Tower I                      | 477 / 145      | 48    | 2001 | [ 30 ] [ 31 ] |
| 14=     | The Venetian                                   | 475 / 145      | 40    | 1999 | [ 32 ] [ 33 ] |
| 14=     | The Signature at MGM Grand - Tower III         | 475 / 145      | 38    | 2007 | [ 34 ] [ 35 ] |
| 14=     | The Signature at MGM Grand - Tower II          | 475 / 145      | 38    | 2006 | [ 36 ] [ 37 ] |
| 14=     | The Signature at MGM Grand - Tower I           | 475 / 145      | 38    | 2006 | [ 38 ] [ 39 ] |
| 18      | Allure Las Vegas - Tower I                     | 466 / 142      | 41    | 2007 | [ 40 ] [ 41 ] |
| 19      | Palms Fantasy Tower                            | 458 / 140      | 40    | 2006 | [ 42 ] [ 43 ] |
| 20      | Turnberry Towers - Tower II*                   | 453 / 138      | 45    | 2008 | [ 44 ] [ 45 ] |
| 20=     | Turnberry Towers - Tower I                     | 453 / 138      | 45    | 2007 | [ 46 ] [ 47 ] |
| 22      | Caesars Palace - Palace Tower                  | 435 / 133      | 29    | 1998 | [ 48 ] [ 49 ] |
| 23=     | Palms Casino Hotel                             | 423 / 129      | 42    | 2001 | [ 50 ] [ 51 ] |
| 23=     | Rio - Masquerade Tower                         | 423 / 129      | 42    | 1997 | [ 52 ] [ 53 ] |
| 25=     | Panorama Tower II                              | 420 / 128      | 33    | 2007 | [ 54 ] [ 55 ] |
| 25=     | Panorama Tower I                               | 420 / 128      | 33    | 2006 | [ 56 ] [ 57 ] |
| 25=     | Marriott's Grand Chateau                       | 420 / 128      | 37    | 2008 | [ 58 ]        |
| 28      | Hilton Grand Vacations Club - Tower 2          | 405 / 123      | 38    | 2006 | [ 59 ] [ 60 ] |
| 29=     | Fitzgeralds Casino Hotel Las Vegas             | 400 / 122      | 34    | 1979 | [ 61 ]        |
| 30      | Planet Hollywood Resort & Casino               | 400 / 122      | 39    | 2000 | [ 62 ] [ 63 ] |

El * significa que l'edifici encara està en construcció.